# جيني رولاند
جيني رولاند (بالإنجليزية: Jenny Rowland)‏ هي لاعبة جمباز فني وممثلة أمريكية، ولدت في 18 يوليو 1974 في بيدفورد في الولايات المتحدة.

## وصلات خارجية
- جيني رولاند على موقع IMDb (الإنجليزية)